# شیخ غایب
شیخ غایب، روستایی در عبدالخان از توابع بخش مرکزی شهرستان کرخه در استان خوزستان ایران است. نام این روستا از یکی از شیوخ بزرگ عرب، طایفه کرم الله کعب، ساکن خوزستان فرزند شیخ فرٰیح گرفته شده است.

## جمعیت
این روستا در دهستان آهودشت قرار دارد و براساس سرشماری مرکز آمار ایران در سال ۱۳۸۵، جمعیت آن ۱۹۳ نفر (۲۶خانوار) بوده است.